# Fontaine des Mascarons de Séguret
La fontaine aux mascarons de Séguret est un monument historique de Vaucluse, situé dans la ville de Séguret.

## Histoire
La fontaine est classée monument historique par arrêté du 21 décembre 1984.

## Construction
Cette fontaine de la fin du XVIIe siècle possède un bassin rond, surmonté d'une colonne, ornée de quatre mascarons. Les tuyaux d'alimentation en eau de la fontaine sortent de la bouche de ces derniers.